# Marpissa arambagensis
Marpissa arambagensis là một loài nhện trong họ Salticidae.
Loài này thuộc chi Marpissa. Marpissa arambagensis được Biswamoy Biswas & Biswamoy Biswas miêu tả năm 1992.